# WRC avec Sébastien Loeb : Édition 2005
WRC avec Sébastien Loeb : Édition 2005 (WRC: Rally Evolved) est un jeu vidéo de course développé par Evolution Studios et édité par Sony Computer Entertainment, sorti en  2005 sur PlayStation 2. Le jeu est basé sur le championnat du monde des rallyes 2005.

## Accueil
- Jeuxvideo.com : 17/20[1]